# Арнольд, Орен
Орен Арнольд (англ. Oren Arnold, 1900, Minden, Техас — 1980, Лагуна-Бич, Калифорния) — американский журналист и писатель. Он работал в Houston Chronicle, El Paso Times и The Arizona Republic. Он является автором 80 романов о Диком Западе, большую часть из которых он написал, проживая в Финиксе, штат Аризона, с 1933 по 1970 год. Он был студентом Университета Райса, где был редактором студенческой газеты «Thresher» и президентом «Клуба писателей». 